# Pífano

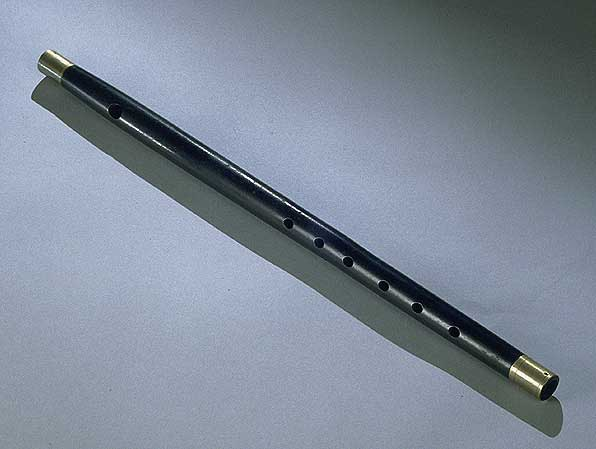
Pífano da Guerra Civil Americana.

Pífaro, pífano, pife, pifre ou gaiteiro é uma pequena flauta transversal, aguda, similar a um flautim, mas com um timbre mais intenso e estridente, devido ao seu diâmetro menor. Os pífanos são originários da Europa medieval e são frequentemente utilizados em bandas militares.

## No Brasil
No Brasil, o pífano tradicional é um instrumento cilíndrico com sete orifícios circulares, sendo um destinado ao sopro e os restantes aos dedos. No geral, é um instrumento muito similar ao pífano de outras regiões do mundo. Pode ser construído com materiais diversos como: bambu, taboca, taquara, osso, caule de mamoneira ou, ainda, como é mais explorado hoje em dia, com cano de PVC, uma alternativa para a escassez de matéria-prima natural. É encontrado em três tamanhos: 65cm a 70cm, chamado "régua-inteiro", 50cm, chamado "três-quartos", e 40cm, chamado "régua-pequena". O som varia de acordo com o comprimento do pífano.
O pífano é um instrumento tradicional do nordeste do Brasil. Seus tocadores, na maioria, são pessoas sem erudição que transmitem a cultura do pífano pela tradição oral – tanto a confecção quanto o repertório, que em geral dispensa partitura, sendo tocado de ouvido. No Nordeste, ainda se encontram as tradicionais "bandas de pífanos", "bandas de pife cabaçal", "esquenta-mulher" ou "terno de zabumba", sendo compostas por dois pífanos carros-chefe, acompanhados em geral por um surdo, um tarol e um bombo ou zabumba, além de outros pífanos.

## Ver também

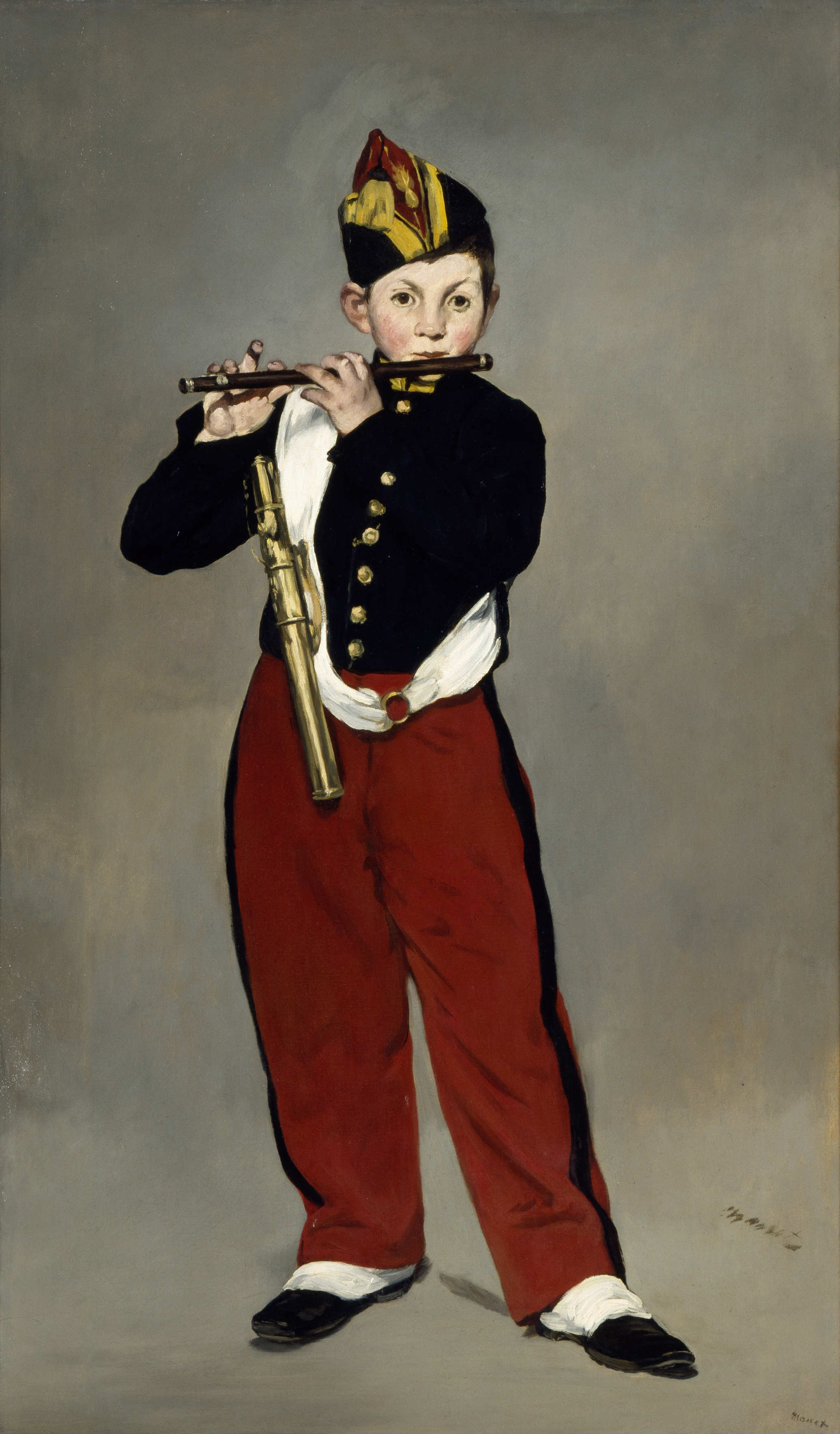
Garoto toca um pífaro. Quadro de Édouard Manet